# 乙炔
乙炔，俗称電石氣，化學式C2H2，是炔烴化合物系列中體積最小的一員，主要作工業用途，特別是燒焊金屬方面。与氧气组成切割套装时，俗称風煤，風指壓縮氧气，煤指乙炔。
乙炔於1836年由英國科學家艾德蒙·戴维（Edmund Davy）發現，化學式為C2H2，有一個如下圖所示的直线型結構：
H - C ≡ C - H
乙炔在室溫下是無色、極易燃的氣體。純乙炔是無臭的，但工業用乙炔由於含有硫化氫、磷化氫等雜質，而有一股大蒜的氣味。乙炔的化學能主要貯存於它的三鍵中。
在攝氏400度以上， 乙炔會聚合生成乙烯基乙炔（C4H4）和苯（C6H6）。在攝氏900度以上則會形成炭黑。
碳酸鈣（石灰岩）和煤炭是生產乙炔的主要原料。首先，碳酸鈣會轉化為氧化鈣，煤炭則轉化為焦炭。然後氧化鈣和焦炭會發生反應形成碳化鈣和一氧化碳：
CaO + 3C → CaC2 + CO
碳化钙加水會形成乙炔和氫氧化鈣：CaC2 +2H2O → C2H2↑ + Ca(OH)2

## 分子结构
就价键理论而言，在每个碳原子上2s 原子轨道 与一个2p轨道轨道杂化形成sp杂化体。 另外两个2p轨道仍然是非杂化的。 两个sp杂化物轨道重叠的两个末端在碳之间形成强的σ键，而在另外一头的末端上，氢原子也通过σ键结合。 两个不变的2p轨道形成一对较弱的π键。
由于乙炔是直链状的，因此具有 D∞h 点群结构。

## 用途
每年，大約百分之80在美國生產的乙炔是用作製造其他化學品的。剩餘的則主要被用於乙炔銲接。在氧氣中燃燒乙炔可以形成攝氏3300度的火焰，每克釋放出11800焦耳的能量。
乙炔也被用於碳化物燈。以前，碳化物燈是在汽車和礦工用的燈。現在還有一些山洞探索者使用碳化物燈。碳化物燈是利用把碳化鈣加水燃燒形成乙炔時的火焰照明。
現在，乙炔是用於鐵的滲碳（硬化）過程的。在過去十年的研究發現乙炔是最適合這用途的碳氫化合物。
乙炔具硝化、反硝化抑制作用。

## 化學性质

### 生成金属盐类
乙炔可以生成乙炔钠。和银氨溶液反应，生成乙炔银沉淀。和亚铜氨溶液反应，生成乙炔亚铜沉淀。

### 氧化
1.可燃性：2CH≡CH+5O2→4CO2+2H2O 

现象：火焰明亮、带浓烟 ， 燃烧时火焰温度很高（>3000℃），用于气焊和气割。其火焰称为氧炔焰。

2.被KMnO4氧化：能使紫色酸性與中性高锰酸钾溶液褪色。
酸性：
C2H2 + 2KMnO4 + 3H2SO4→2CO2+ K2SO4 + 2MnSO4+4H2O
中性：
3C2H2+ 2KMnO4 + 2H2O → CH3COOH + 2CH3COOK + 2MnO2

### 加成
与水、卤素单质、卤化氢等加成。

与H2加成：CH≡CH+H2 → CH2=CH2

与HCl的加成：CH≡CH+HCl →CH2=CHCl 

并可以自身加成生成苯。

### 加聚
与乙烯相比易生成低聚物，例如乙烯基乙炔，在特定催化剂条件下生成聚乙炔。

## 安全
由於三鍵中的化學能，乙炔在壓力超過100 kPa下會發生分解反應，此反應為放熱反應，因此可引發劇烈的爆炸。液態或固態乙炔也會發生相同的分解反應，因此高壓乙炔必須溶解在丙酮中（溶解过程放热），並置於含有多孔性材質（Agamassan）的鋼瓶中儲存。

## 外部連結
- https://web.archive.org/web/20120908184901/http://www.corpbrothers.com/ccgpdcts/acetylen.htm （英文）
- http://www.moneydj.com/z/glossary/glexp_1258.asp.htm（页面存档备份，存于）